# Aeroportul Elorza
Aeroportul Elorza (IATA: EOZ, ICAO: SVEZ) este un aeroport din Venezuela ce deservește zona Elorza⁠(d).
Situat la o altitudine de 90 m, aeroportul dispune de o singură pistă.